# Michael Grünberger
Pour les articles homonymes, voir Grünberger.
Michael Grünberger, né le 5 novembre 1964, est un skeletoneur et lugeur autrichien actif dans les années 1990. Il a remporté deux médailles lors des Championnats du monde de skeleton avec l'or en 1990 et le bronze en 1991 et a terminé à deux reprises deuxième au classement général de la Coupe du monde en 1990-1991 et 1995-1996.
Sa seule victoire en luge a été obtenue à Igls en 1990.

## Palmarès

### Championnats du monde de skeleton
- Médaille d'or : en 1990.
- Médaille de bronze : en 1991.

### Coupe du monde de skeleton
- Meilleur classement au général : 2e en 1990-1991 et 1995-1996
- 8 podiums individuel : 1 victoire, 3 deuxièmes place et 4 troisième places.

#### Détails des victoires en Coupe du monde
| Édition   | Piste | Total |
| 1989-1990 | Igls  | 1     |

## Source
- (en) Cet article est partiellement ou en totalité issu de l’article de Wikipédia en anglais intitulé « Michael Grünberger » (voir la liste des auteurs).